# Article 66 de la Constitution de la Cinquième République française
Article 65 Article 66-1
L'article 66 de la Constitution de la Cinquième République française est une de ses dispositions majeures en matière de droits fondamentaux. Inséré au cœur du texte constitutionnel, dans le titre VIII consacré à l'autorité judiciaire, il pose deux principes : celui de l'interdiction de toute détention arbitraire et celui de la compétence de cette autorité judiciaire pour la protection de la liberté individuelle.

## Le texte
« Nul ne peut être arbitrairement détenu.

L'autorité judiciaire, gardienne de la liberté individuelle, assure le respect de ce principe dans les conditions prévues par la loi. »
— Article 66 de la Constitution du 4 octobre 1958.

## Historique
L'initiative de cet article, le numéro 62 bis dans le projet original, revient à Michel Debré qui s'inspire de l'Habeas corpus anglais.

## Jurisprudence
L'article 66 occupe une « place essentielle dans le droit constitutionnel positif » mais son utilisation, étant jugée absusive, a été critiquée par la doctrine[réf. nécessaire], au point que le Conseil constitutionnel a dû revenir sur sa jurisprudence et en réduire le champ d'application, notamment à l'aide de la notion de liberté personnelle et en préférant la Déclaration des droits de l'homme et du citoyen de 1789 comme fondement de certaines libertés autrefois rattachées à la liberté individuelle ; le Conseil a également opéré, dans la deuxième moitié des années 1990, un revirement de jurisprudence, par lequel il a estimé que la notion de liberté individuelle recouvrait exclusivement les privations totales de liberté,.